# ألان فوستر (دراج)
ألان فوستر (بالإنجليزية: Alan Foster)‏ هو دراج أمريكي، ولد في 18 يناير 1970 في ويلمنغتون في الولايات المتحدة.